# Burgeroorlog van de zwakke koning
De Burgeroorlog van de zwakke koning was volgens de legende, zoals beschreven door Geoffrey of Monmouth, de oorlog die volgde op de dadenloosheid en zwakte van koning Leil van Brittannië. 
De oorlog werd gestart door progressieven die verandering nastreefden. Toen Leil stierf werd het accent van de oorlog verlegd naar de troonopvolging. Leils zoon Rud Hud Hudibras volgde zijn vader op, maar het kostte hem nog enkele jaren om de vrede te herstellen.